# Ewald A. Favret
Ewald Alfredo Favret  (n. el 11 de julio de 1921, Zárate -  f. el 24 de enero de 1992, Villa Gesell) fue un genetista argentino, especializado en las interacciones entre huésped y patógeno y en la expresión de genes en cereales. Fue investigador del CONICET y del INTA y profesor titular en la UBA y la UNLP. 

## Biografía
Realizó sus estudios secundarios en el Colegio Nacional N.º 1 "Bernardino Rivadavia" de la ciudad de Buenos Aires, de donde egresó como Bachiller en 1938. Sus estudios universitarios los realizó en la Universidad de Buenos Aires donde se graduó de Ingeniero Agrónomo en 1944. Su actividad científica comenzó ese mismo año en la División de Inmunología Vegetal del entonces Instituto de Fitotecnia, actual Instituto de Genética, en la localidad bonaerense de Hurlingham, donde fue nombrado Jefe de la División Genética Vegetal en 1954, cargo en el que permaneció hasta 1960. En esta fecha fue designado Director del Instituto de Fitotecnia, ya organizado en la órbita del Instituto Nacional de Tecnología Agropecuaria (INTA), cargo que ocupó en dos períodos durante veinticuatro años(1960-1974; 1976-1989). A partir de 1970 comenzó a desempeñarse como Director del Centro de Investigaciones en Ciencias Agronómicas del INTA, cargo que ocupó hasta 1990. En 1976 fue incorporado como Investigador Principal del Consejo Nacional de Investigaciones Científicas y Técnicas, siendo promovido en 1983 a Investigador Superior.
Simultáneamente con su labor de investigación cumplió una destacada actividad docente, tanto en el país como en el extranjero. Fue Profesor de Biometría en la Facultad de Ciencias Exactas y Naturales de la Universidad de Buenos Aires (1955-58) y de la Facultad de Agronomía de la Universidad Nacional de La Plata (1956-1957). Profesor de Genética y Fitotecnia (1976-84) en la Facultad de Agronomía de la Universidad de Buenos Aires; Coordinador y profesor de Genética Avanzada en los Cursos de posgrado dictados por la Escuela para Graduados de la UBA-IICA-INTA (1965-72) y profesor de Genética en cursos de Doctorado en la Washington State University en Pullman, Washington, Estados Unidos (1971).
Publicó más de 130 trabajos de investigación, fue miembro de la American Association for the Advancement of Sciences y de la Sociedad Argentina de Genética, de la que fue Presidente en el período 1972-1973. Asimismo, fue miembro del Comité Editorial de las revistas Mendeliana y Boletín Genético (Argentina), Mutation Research (Holanda), Zeitschrift für Pflanzenzüchtung (Alemania) y Genética Agraria (Italia).
La biblioteca del Instituto de Fitotecnia tenía gran importancia para Favret, se ocupaba personalmente de mantener las suscripciones de las revistas y de la compra de libros. Superviso personalmente las obras del nuevo edificio construido especialmente para la biblioteca inaugurada en 1975 y que lleva el nombre de quien fuera su compañero, el Ingeniero Agrónomo y especialista forestal, Carlos H. Barderi

## Temas de investigación
Los temas de investigación abarcados por Favret han sido realizados en gran medida en cereales. Así, por ejemplo, encaró el estudio de la expresión de genes de interés agronómico y de sus interacciones con el ambiente y con otros genes, lo que lo llevó a investigar procesos de regulación y compartimentalización de la expresión génica durante el crecimiento y diferenciación de la planta. En un comienzo se dedicó al análisis de la interacción huésped-patógeno (en royas y oídio) demostrando la existencia de un número considerable de pares de genes en ambos organismos, así como que los genes para reacción en el huésped se distribuían en grupos, "clusters" o segmentos isofénicos, que constituyeron las primeras familias de multigenes encontradas en las plantas. Posteriormente, los ejemplos sobre este hecho se multiplicaron en otros laboratorios y a la luz de esta generalización, en la década del setenta surge una nueva interpretación de la interacción específica huésped-patógeno y de sus implicancias en la estrategia del control de las enfermedades de las plantas. Simultáneamente dedicó su atención a la interacción no-específica en la cual, teóricamente, la acción de los genes del huésped que confieren resistencia no podría ser afectada por la evolución del patógeno, como ocurre en el primer caso. Hacia fines de los años sesenta, el Ing. Favret obtuvo un mutante inducida en cebada con resistencia no específica al oídio que denominó ml-o. Este gen fue transferido posteriormente a variedades comerciales, principalmente en Europa, las que continúan siendo resistentes en la actualidad, confirmando su carácter no específico. El hallazgo de este gen es un hito en la tarea realizada en el Instituto de Genética, que dejó la puerta abierta para una búsqueda similar en otras interacciones huésped-patógeno, como por ejemplo para el control de las royas en plantas diploides.
Asimismo, Favret fue un pionero en el estudio del control genético de las proteínas del endosperma de los cereales, comenzando su labor hacia 1950, época en que el mecanismo hereditario de dicho control no era aún bien entendido. Hacia fines de los años sesenta mediante el empleo de electroforesis sobre granos individuales que permite realizar estudios genéticos, se determinó que cada proteína estaba regulada por familias de genes agrupados en segmentos isofénicos. Este tema es analizado actualmente en muchos laboratorios en el mundo y los avances logrados recientemente en los aspectos moleculares, así como en la clonación de genes, han creado las bases para producir un impacto en la biología y la fitotecnia en un futuro cercano.
Los fundamentos genéticos del control hormonal del crecimiento de las plantas ha sido otro de los aspectos que ocupó la atención de este notable investigador. La agricultura moderna, con su tendencia a aumentar la densidad de siembra y fertilidad de los suelos, puso de relieve la importancia del porte semienano de los cereales en el logro del aumento de rendimiento por unidad de superficie, base de la llamada "revolución verde". El aporte del Ing. Favret en esta área comenzó en 1970, cuando propuso los primeros sistemas de regulación en cebada y trigo, mediados por la giberelina. La identificación de genes reguladores, la existencia de mutantes constitutivas y de otras que provocan alteraciones en la respuesta a esta hormona y a factores exógenos como la luz, demostraron que estos sistemas controlan no sólo la elongación celular, sino también la diferenciación y la iniciación de los territorios sexuales, aspecto este último de relevancia en la metodología de producción de semilla híbrida.
La inducción artificial de mutaciones, especialmente aquellas que pueden jugar un rol de importancia en los aspectos agronómicos, como los que hemos mencionado hasta ahora fue, más allá de toda duda, una de las áreas que mayores aportes recibió de la obra del Ing. Favret, quien fue un miembro destacado del grupo de aplicación de la mutagénesis a la agricultura del Organismo Internacional de Energía Atómica. No se ocupó únicamente de discriminar los distintos efectos de los agentes mutagénicos químicos y físicos, sino también de los mecanismos de transmisión gamética y somática de los genes mutados y del uso de mutantes para el estudio del control genético de mecanismos fisiológicos.

## Reconocimientos
Su destacada labor profesional le valió el reconocimiento de la comunidad científica local y extranjera, por lo que fue designado Miembro Correspondiente de la Sociedade Brasileira de Genética (1960), Senior Research Fellow of National Science Foundation, USA (1971), Miembro de la Academia Nacional de Agronomía y Veterinaria (1977), de la Academia Nacional de Ciencias Exactas, Físicas y Naturales (1978) y The New York Academy of Sciences, USA (1980). Fue, asimismo, distinguido con los Premios Severo Vaccaro (1972), Lucio Cherny (1975), CADIA (1983), Konex (1983) y Francisco A. Sáez (1985 y 1987).
El Instituto de Genética (IGEAF) de INTA desde 1992 lleva su nombre honrando su trayectoria de genetista.